# 弗雷特巴赫河
51°12′18.27″N 7°58′13.57″E / 51.2050750°N 7.9704361°E
弗雷特巴赫河（德語：Fretterbach），是德國的河流，位於該國西部，流經北萊茵-威斯特法倫州，屬於萊內河的右支流，河道全長16.7公里，流域面積44.8平方公里。